# Ezana

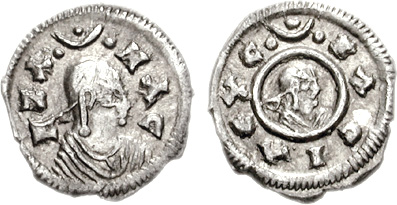
Münze des Ezana mit heidnischen Symbolen, geprägt vor seiner Konversion zum Christentum

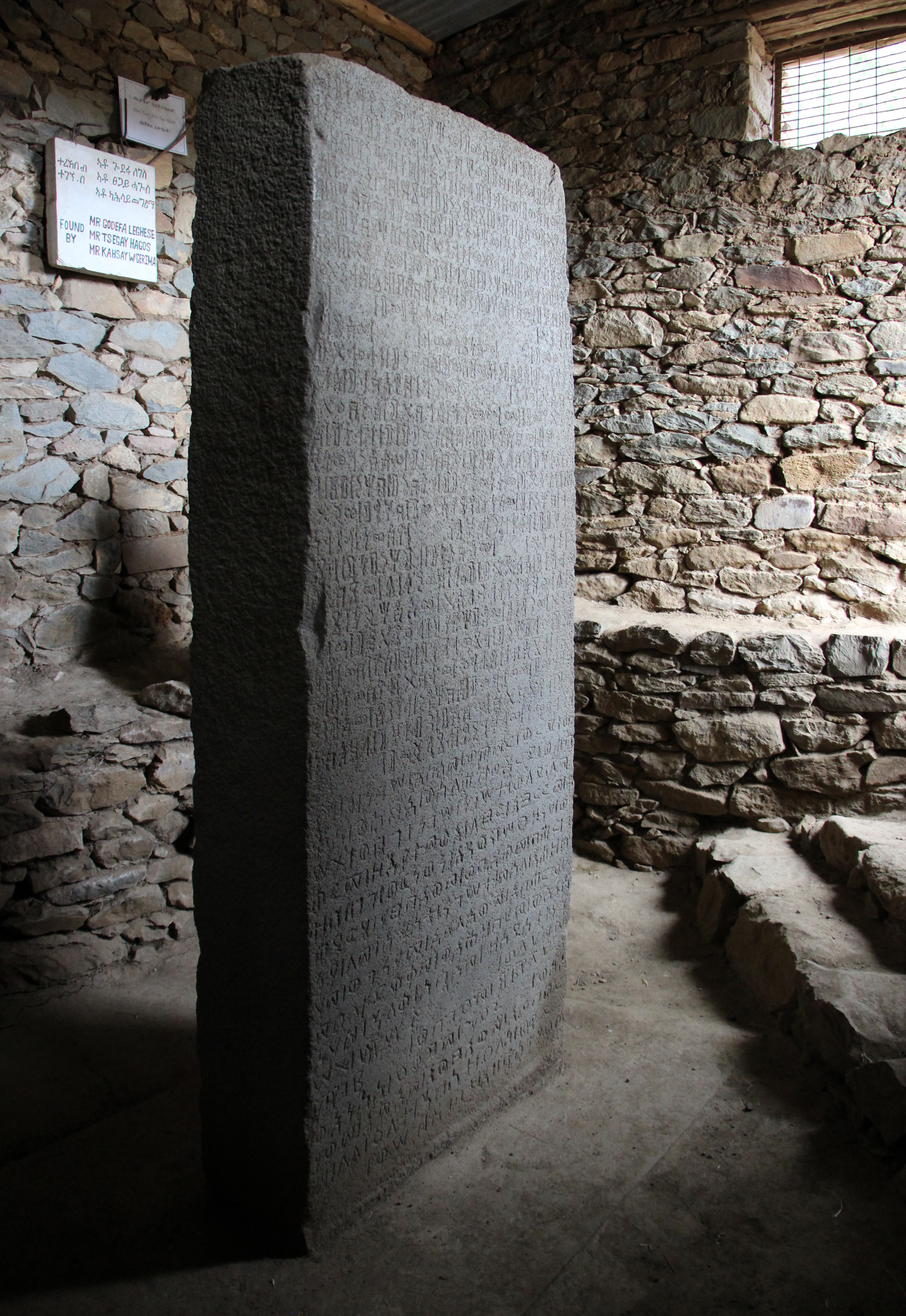
Stein des Ezana mit Siegesberichten

Ezana (altäthiopisch ዔዛና ʿĒzānā ohne Vokalisierung ዐዘነ ʿzn; auch Ezena, Aizanas oder Aezanes oder Azanas) war im 4. Jahrhundert König von Aksum. Das Reich umfasste damals das heutige Eritrea, Teile Äthiopiens, des Sudans und des Jemens. Ezana machte Aksum zu einem der ersten Reiche, die das Christentum einführten. Er ernannte seinen Lehrer aus der Kindheit, den Syrer Frumentius, zum Oberhaupt der äthiopischen Kirche. Es ist ein Brief des römischen Kaisers Constantius II. an Ezana erhalten, der Ezana auffordert, Frumentius nach Alexandria zu senden, da er in kirchlichen Fragen Fehler begangen habe. Es ist nicht bekannt, ob Ezana daraufhin Frumentius aussandte.
Ezana betätigte sich auch als Eroberer. Von seinen Feldzügen erfährt man vor allem durch Inschriften, die der Herrscher aufstellen ließ. Es ist unklar, ob der Herrscher auch Meroe eroberte, jedenfalls berichtet er, dass er die „Kasu“ erobert habe. Die „Kasu“ waren ein Volk nördlich der Nobaden am Nil in Nubien, das Ezana von den „Noba“ unterscheidet.
Von seinen Münzen ist abzulesen, wie er vom Anhänger einer afrikanischen Religion zu einem christlichen Herrscher wurde. Die frühen Prägungen zeigen Sonnenscheibe und Halbmond, die späteren ein Kreuz.
Ezanas Stele ist eine Monumentalstele aus dem 4. Jahrhundert, die sich nahe dem weitaus größeren Obelisken von Aksum im Ezana-Park in einem Pavillon befindet. Auf ihr berichtet Ezana in drei Sprachen, Altäthiopisch (Ge'ez), der Amtssprache des Aksumitischen Reichs, Sabäisch (altsüdarabische Schriftsprache), der Verkehrssprache auf der Arabischen Halbinsel bis in das 6. Jahrhundert, und in Koine (spätantikes Altgriechisch), der Verkehrs- und Handelssprache im Byzantinischen Reich, von seinen Siegen und Eroberungen. Bekannt wurde die Stele durch die Übersetzung des Textes durch Enno Littmann im Rahmen seiner Aksum-Expedition 1905. Eine weitere Stele mit dem gleichen Inhalt, aber besser erhaltener Schrift wurde erst 1978 gefunden und befindet sich im nördlichen Teil Aksums am Fuß eines Hügels, auf dem das Grab des Königs Ella Asbeha (Kaleb) liegt, in einem eigenen Gebäude.